# Fondation Karolyi
 (novembre 2014).

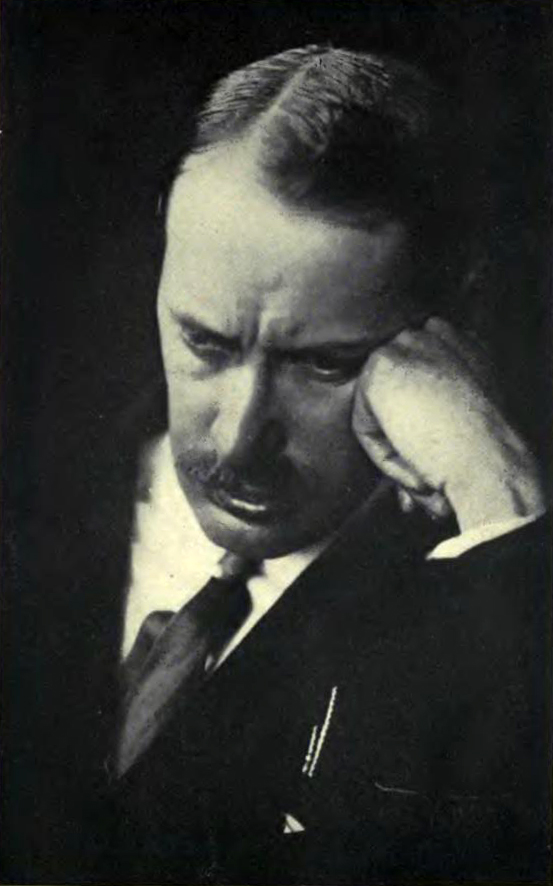
Le comte Mihaly Karolyi

La Fondation Karolyi a été créée en 1959 à Vence par la comtesse Michael Karolyi dans un but culturel. C’est en hommage à son mari, amateur d'art, qu'elle a décidé de créer un lieu d’accueil ouvert aux artistes de tous horizons. Son objectif était de venir en aide aux artistes ainsi que d’encourager l’amitié entre les peuples par le biais de la création,, dans le quartier de l’Ara, à Vence.

## Historique
La famille Karolyi était venue de Hongrie s’installer à Vence dans les années 1950. Le père, le comte Mihály Károlyi, était un homme d’État hongrois qui avait exercé les fonctions de Premier Président de la République démocratique hongroise du 16 novembre 1918 au 21 mars 1919 ainsi que de premier ministre du 31 octobre 1918 au 19 janvier 1919.
À la suite de son exil pour des raisons politiques, il s'est installé avec son épouse sur la Côte d’Azur, où il décède le 19 mars 1955.

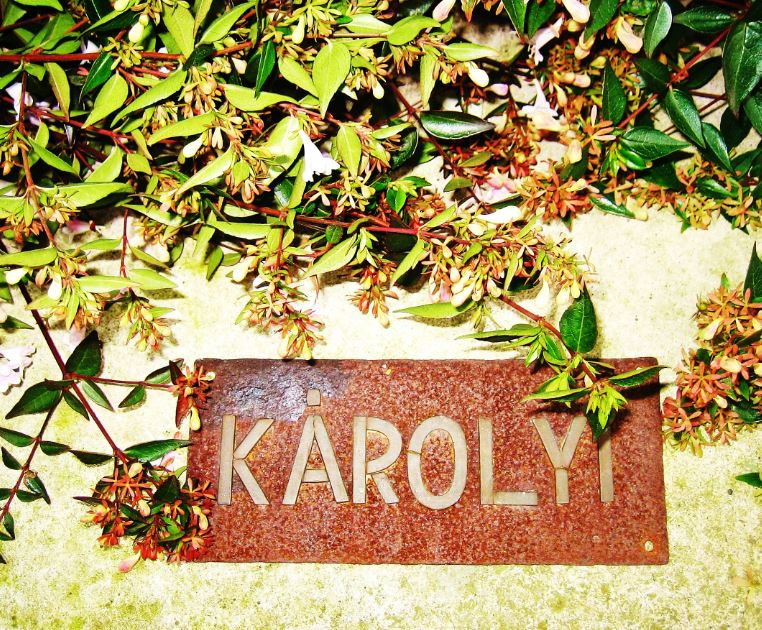

## Trois hectares consacrés à l'art
Répartie sur trois hectares de terrains vallonnés parsemés d’oliviers, cette fondation comprenait : « Le Vieux Mas », une ancienne bastide du XVIIe siècle, sept petits bungalows individuels ainsi qu’un atelier collectif où les résidents pouvaient donner libre cours à leur imagination. C'était un lieu reposant empreint d'une grande beauté et un cadre idéal propice à l'inspiration créatrice.[Interprétation personnelle ?]
Après le décès de la comtesse Catherine Karolyi en 1985, sa fille Judith a repris les rênes de la Fondation. « Son dévouement et son goût pour l’art sous toutes ses formes ont permis à ce temple de la création de poursuivre sa mission historique » confie aujourd’hui une amie de Judith, Tanya Leslie. « A la Fondation Karolyi, le maître mot était éclectisme ».[réf. nécessaire]

## Quelques résidents
- Le peintre irlandais Edward Plunkett et ses abstractions géométriques,
- L’Américain Jeffrey Hessing et ses huiles aux teintes bleutées,
- Frank Beanland, membre fondateur de l’académie multimédia « The Cut », basée à Halesworth au Royaume-Uni,
- Le Californien Theo Radic, coloriste avant tout, et ses collages hétéroclites,
- Olaf Hanel, peintre et graveur né à Prague, l'un des fondateurs du Groupe Darcheu,
- Le graveur australien Martin King, qui a voyagé aux quatre coins du monde pour enseigner son art.

Sculpteurs :
- Ron Boise dont les immenses nus en cuivre ont souvent défrayé la chronique[5],
- Le Serbe Nikola Jancovic, connu pour ses nombreux bustes d'hommes politiques,
- Fiona Orr diplômée du Victorian College of the Arts de Melbourne, devenue mentor pour la jeune génération,
- Le Tchèque Jan Koblasa (cs), un plasticien polyvalent aux multiples facettes,
- L'Américain Fred X Brownstein, souvent primé pour ses personnages en marbre, qui avait étudié l'art statuaire en Italie pendant sa jeunesse,
- Le Tchèque Vladimír Preclík (cs), également écrivain, dont les œuvres sont exposées dans de nombreux musées et galeries d'art de par le monde.

Écrivains :
- Suzanne Gardinier (en), essayiste et poétesse originaire du Massachusetts, membre du PEN Club International,
- La narratrice américaine Carole Maso (en), dont plusieurs romans ont vu le jour à Vence,
- Deirdre Madden, lauréate du prix Rooney 1987 pour son premier livre « Hidden Symptoms »,
- Stephen Tapscott, poète et critique littéraire passionné par l’Amérique latine, traducteur des sonnets de Pablo Neruda,
- La poétesse et historienne de l'art Věra Linhartová, traductrice de Raymond Queneau et ancienne conservatrice du Musée Guimet à Paris.
- Marilyn Hacker, poétesse new-yorkaise d'origine juive, a effectué plusieurs séjours à la Fondation entre 1979 et 1985. Ses œuvres revisitent les formats traditionnels de la versification tels que les sonnets, les sextines et les villanelles. Son écriture engagée aborde le féminisme et la politique tout en gardant un caractère intimiste.
- Lawrence Joseph (en), écrivain et journaliste américain ayant collaboré à de nombreuses revues internationales. Ses deux séjours à la Fondation pendant l'été 1987 et l'été 1988 lui ont permis de peaufiner un ouvrage scientifique dans lequel il explorait la théorie Gaïa.
- Le psychanalyste indien Sudhir Kakar (en 1963)

L’inspiration allait souvent de pair avec l’engagement[non neutre] :
- Politique dans le cas de Ralph Hotere et ses « Peintures Noires »,
- Social avec l’Allemand Ulli Lindow et son combat pour égayer les écoles,
- Conceptuel pour Susan Hiller, dont les recherches minutieuses explorent l’image, la parole et l’anthropologie.

En 1965, Ron Boise enfante un masque de cuivre et de laiton, tandis qu’en 1973, Josefina Hahete exulte dans des figures totémisées. Plus près des années 1980, Mango Smith donne dans le lavis jean délavé et Flore de Valicourt n’a pas peur de se brûler les ailes avec sa série d’Icare, une série de trois nus finement sculptés dans du bronze.

## Commémoration des 27 ans

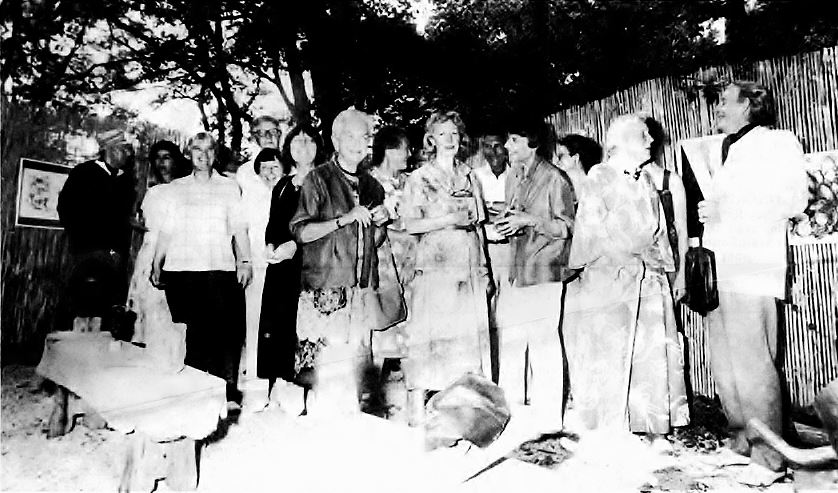
Quelques participants

La Fondation Karolyi fête ses 27 ans, âge qui a donné lieu à une réception présidée par La Comtesse Judith Karolyi, directrice des lieux et ses collaboratrices, Olivia Paschkoff, Zenka Bartek, l'associée et compagne de la Comtesse Judith Karolyi, ainsi que Flore.
L’objectif de cette réception était double :
- Rencontrer les nouveaux résidents,
- Présenter un échantillon d’œuvres réalisées au fil des années à la fondation.

À cette session de mai participaient :
- Anatole Nelck,
- Carol Rubenstein,
- Nancy Kricorian (en),
- Suzanne Gardinier,
- Gabrielle Mandola,
- Carolyn Parker,
- Clifton Snider,
- Deirdre Madden,
- Fiona Orr,
- Malcolm Tompson,
- Li Tian Wei,
- Olah Hanel,
- Gianni Gangai,
- ainsi que la sculptrice française Flore de Valicourt.

## Près de cinq cents artistes
En tout, un peu moins de cinq cents résidents venant des cinq continents se seront succédé à la Fondation Karolyi, qui a fermé ses portes en juillet 1991. C'est en 1986 que Patricia Cole, qui vient d'épouser Fred Nall Hollis (en), achète la propriété, et décide d'offrir de nouveau aux artistes atelier collectif et hébergement temporaire.

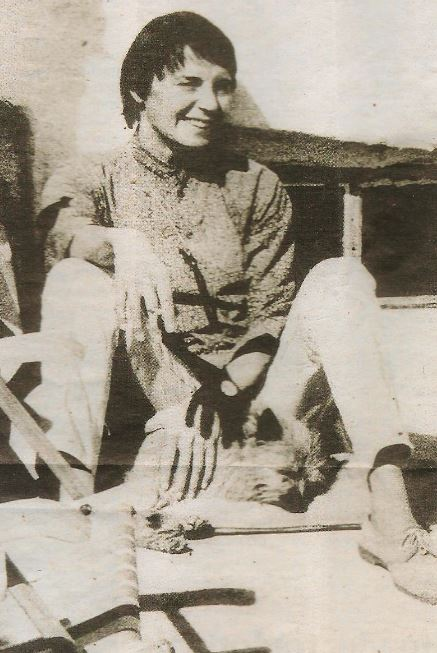
Judith Karolyi

Après son départ de Vence, Judith Karolyi vint habiter avec son associée et compagne Zenka Bartek à Tourrettes-sur-Loup, un village voisin. Elle y avait ouvert un atelier et un magasin de poterie avant d’aller vivre à Londres à partir de 1995.
« C’était une femme au grand cœur dont la gentillesse et la générosité étaient fort appréciées », raconte Tanya Leslie. « C’était aussi un personnage discret qui savait se montrer modeste. Sa disparition laissera un grand vide et elle nous manquera à tous ». Judith Karolyi, fille du comte Michael Karolyi.[réf. nécessaire]